# バドン (ベトナム)
バドン（ベトナム語：Thị xã Ba Đồn / 市社𠀧屯）はベトナムのクアンビン省にある町である。人口は2019年時点で134,000人、面積は162km2である。

## 行政区画
以下の6坊10社から構成される。
- バドン坊（Ba Đồn / 𠀧屯）
- クアンロン坊（Quảng Long / 広隆）
- クアンフォン坊（Quảng Phong / 広豊）
- クアンフック坊（Quảng Phúc / 広福）
- クアントー坊（Quảng Thọ / 広寿）
- クアントゥアン坊（Quảng Thuận / 広順）
- クアンハイ社（Quảng Hải / 広海）
- クアンホア社（Quảng Hòa / 広和）
- クアンロック社（Quảng Lộc / 廣祿）
- クアンミン社（Quảng Minh / 広明）
- クアンソン社（Quảng Sơn / 廣山）
- クアンタン社（Quảng Tân / 広新）
- クアントゥイ社（Quảng Thủy / 広水）
- クアンティエン社（Quảng Tiên / 廣先）
- クアンチュン社（Quảng Trung / 広中）
- クアンヴァン社（Quảng Văn / 廣文）